# Roberto Burle Marx
Roberto Burle Marx (São Paulo, 4 de agosto de 1909-Río de Janeiro, 4 de junio de 1994) fue un artista plástico, y naturalista brasileño que alcanzó un gran renombre internacional como arquitecto paisajista. Vivió gran parte de su vida en Río de Janeiro, donde están localizados sus principales trabajos, aunque su obra se encuentra repartida por todo el mundo.

## Biografía
Su madre fue una cantante y pianista que despertó en sus hijos el amor por la música y las plantas. Roberto la acompañaba desde muy pequeño en el cultivo diario de las rosas, las begonias, los gladiolos y muchas otras especies de su jardín. Con su nodriza Ana Piascek aprendió a preparar los canteros y a observar la magia de la germinación de las semillas en el jardín y el huerto domésticos. Su padre, próspero comerciante de cueros, fue un hombre culto amante de la música erudita y de la literatura europea, preocupado por la educación de todos sus hijos, a quienes enseñó Portugués.
Estudió en la Escola Nacional de Belas Artes, donde ingresó en 1930 pero no concluyó el curso. Durante los años 1930, fue director del Departamento de Parques y Jardines de Pernambuco, cuando todavía desarrollaba un trabajo de inspiración ecléctica. En esa época hizo un uso intenso de la vegetación nativa nacional y comenzó a ganar cierto renombre, siendo invitado a proyectar los jardines del edificio Gustavo Capanema.

## Ruptura y modernidad
Antes del trabajo realizado por Roberto las plantas conocidas y utilizadas por los paisajistas y jardineros de Brasil eran de origen europeo. Las pocas plantas brasileñas que eran utilizadas asiduamente, habían sido conocidas después de viajar a Europa y volver de allí como especies muy valoradas.

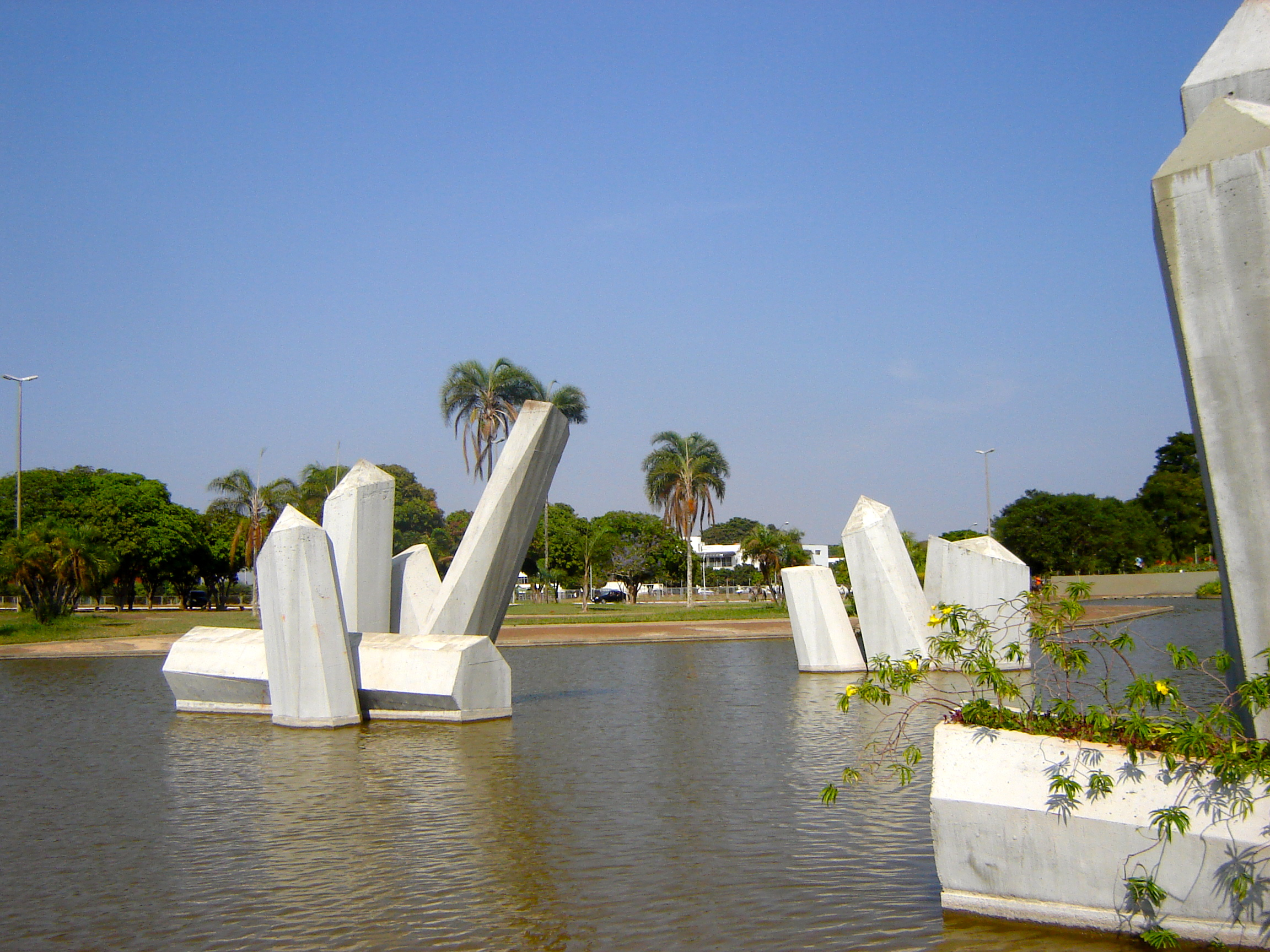
Plaza de los Cristales en Brasilia, obra paisajista de Roberto Burle Marx.

En 1928 visitó Alemania donde entra en contacto con las vanguardias artísticas. Allí visitó un Jardín botánico con un invernadero donde se criaba vegetación brasileña, por la cual quedó fascinado. En los principios de 1930 comenzó a crear jardines que incorporan los colores primarios, formas orgánicas, el diseño gráfico, motivos indígenas y el cubismo. A su regreso de un período de estancia en Alemania, donde había descubierto y pintado la flora brasileña en el jardín botánico de Berlín.
Al volver a Brasil e intentar continuar su aprendizaje botánico, encontró un gran vacío de conocimiento en este campo, comprendiendo que si quería llegar a conocer la flora de su país tendría que realizar el trabajo de campo necesario para ello directamente. A partir de este momento y durante toda su vida llevó a cabo una extensa investigación, descubriendo y clasificando muchas especies, algunas de las cuales serían llamadas con su nombre por los botánicos. Sus expediciones por el país en busca de nuevas plantas se hicieron muy famosas entre los expertos, y en pocos años vendrían hombres y mujeres de todo el mundo para participar en ellas y poder aprender y trabajar con Burle Marx.
Su enfoque era individual, sin conexión con, o derivaciones de anteriores movimientos modernistas, también era totalmente diferente a cualquiera de art noveau de Europa o los modernistas americanos como Eckbo, Iglesia y Lawrence Halprin. A través de su formación como artista, junto con sus asociaciones con los principales arquitectos como Lucio Costa, Rino Levi y Oscar Niemeyer, su pasión por las plantas nativas de Brasil y su genio creativo puro, Burle Marx se convirtió en uno de los arquitectos paisajistas más importantes del siglo XX.
para él siempre estaría presente la idea del arte del paisaje es el arte de engañar al ojo, volviendo a esa idea primitiva que existía en las correcciones geométricas de los paisajistas del mundo clásico
En el momento de introducir estas plantas en sus trabajos, encontró otro problema; al ser especies no conocidas no había por ellas ninguna demanda aparte de la suya, y los viveros no las llevaban al mercado. Para poder llevar a cabo sus proyectos tuvo que montar invernaderos donde cultivarlas. Gracias a este trabajo consiguió crear en sus trabajos hábitats para la coexistencia de especies muy perfectos. Además, dada la espectacularidad de muchas de las plantas brasileñas que fue introduciendo en sus trabajos fueron muy llamativos. 
Algunos de los rasgos más incipientes de sus proyectos fueron: 
- El orden de sus jardines es armónicamente natural, Se aprecia un respeto hacia la naturaleza y se convierte en paisajes espontáneos y salvajes pero humanizados.
- La expresión de sus jardines venía dada por los materiales, las formas, los colores. De esta manera conseguía que su intervención pasase inadvertida.
- Elementos están calculados para conseguir un fin y unos sentimientos en los usuarios.

Su participación en la definición de la Arquitectura Moderna Brasileña fue fundamental, habiendo participado en varios grupos encargados de varios célebres proyectos. La terraza jardín que proyectó para el edificio Gustavo Capanema está considerado un hito rupturista en el paisajismo brasileño. Definido por vegetación nativa y formas sinuosas, el jardín que incluye espacios contemplativos o de estar, tiene una configuración inédita en su país y en el mundo. A partir de entonces comenzará a trabajar con un lenguaje bastante orgánico y evolutivo, identificándosele cercano a algunas vanguardias artísticas como el arte abstracto, el concretismo o el constructivismo, entre otras. Las plantas bajas de sus proyectos recuerdan muchas veces cuadros abstractos, en los que los espacios generados privilegian una formación de rincones y caminos a través de la vegetación nativa.
El Parque del Este en Caracas representa uno de los dos proyectos más extensos e importantes de su obra, junto al Parque de Flamenco en Río de Janeiro, donde manifiesta sus principios ecológicos, artísticos y sociales a escala urbana.

## Obras

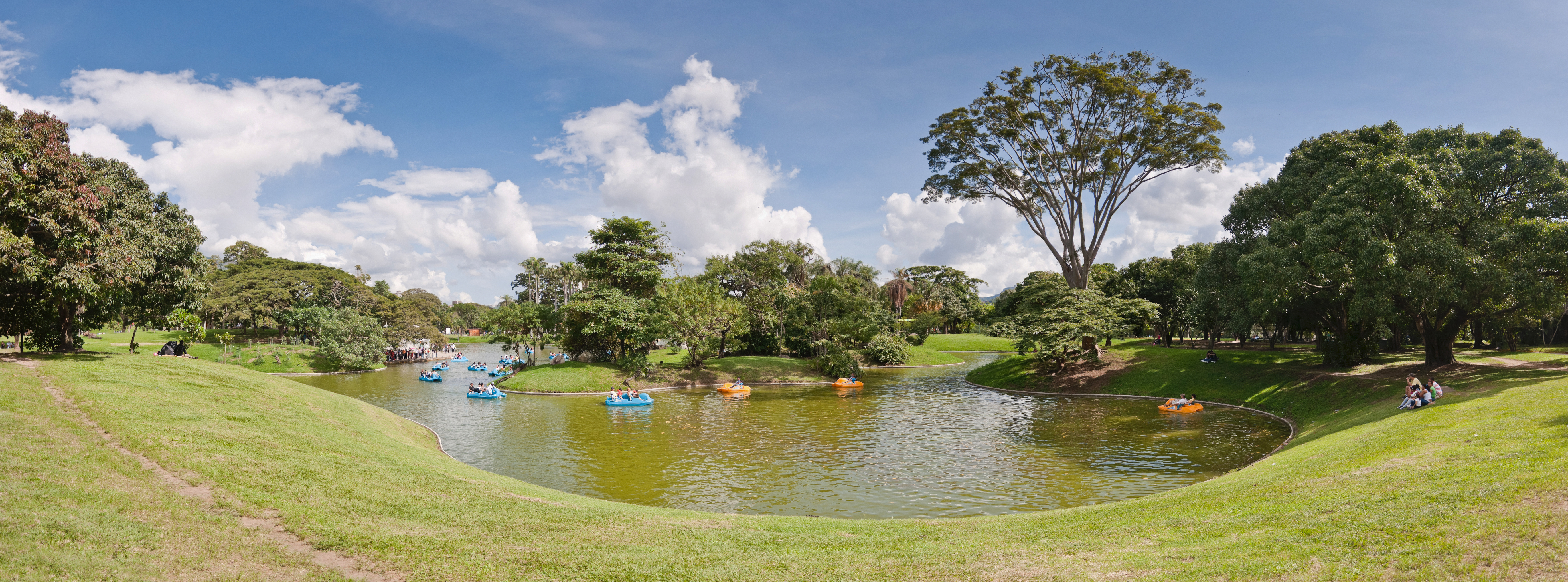
Parque del Este, Caracas

- Diseño de jardines en edificios públicos brasileños

- Ministerio de la Armada - Jardín acuático y uso de formas con hormigón.
- Foreign Affairs Building
- Ministerio de Educación - Cubierta-Jardín completado en 1937. Consiguió gran reconocimiento y admiración internacional gracias a este diseño.

- Paseo de Copacabana - Intervención en el paisaje a gran escala (tiene 4 km de longitud) desde el pavimento.[1] Este mosaico fue completado en 1970, constituyendo el paseo de la famosa playa de Río de Janeiro.
- Parque Brigadeiro Eduardo Gomes (Aterro do Flamengo) - parque público de 122 hectáreas en Río de Janeiro construido sobre un vertedero.
- Palacio Veneciano.
- Parque del Este, Caracas, Venezuela 1961
- Jardines del Hipódromo La Rinconada, Caracas, Venezuela 1959
- Cascade Garden, Longwood Gardens, Pensilvania
- Biscayne Boulevard, Miami, Florida (Completado tras su muerte)
- Plaza República del Perú, Buenos Aires, Argentina (Demolido ilegalmente)
- Kuala Lumpur City Centre (KLCC) Park, Kuala Lumpur, Malaysia
- Jardines del Club Puerto Azul, Naiguatá, Edo. Vargas, Venezuela
- Jardín Botánico de Maracaibo, Venezuela.
- Lagunita Country Club, diseño; ejecución y Paisajismo, El Hatillo, Edo. Miranda, Caracas, Venezuela
- Parque Central de Caracas, Venezuela.

## Algunas publicaciones
- roberto burle Marx. 2011. La intervención de Burle Marx en el Paseo de Copacabana: Un patrimonio contemporáneo. Editor Julia Rey Pérez & Junta de Andalucía, Consejería de Cultura, 166 p. ISBN 8499590373
- wes Wazni, Roberto burle Marx. 1993. Roberto Burle Marx: an annotated bibliography. Editor Univ. of Virginia, 118 pp.
- giulio g. Rizzo, Roberto burle Marx. 1992. Roberto Burle Marx: il giardino del Novecento. Editor Cantini, 223 pp. ISBN 8877371781
- william howard Adams, Roberto burle Marx. 1991. Roberto Burle Marx: the unnatural art of the garden. Edición ilustrada de Museum of Modern Art, 80 pp. ISBN 0810960966